# Femdom
Femdom é uma palavra-valise para dominância feminina (do inglês: female dominance) e refere-se a variantes de BDSM em que uma mulher assume o papel dominante. Por outro lado, a dominação exercida por homens é denominada maledom (inglês male "homem" ou "macho"). A origem da palavra não é clara; acredita-se que tenha se originado na costa leste dos Estados Unidos no final dos anos 1980. 

## Práticas

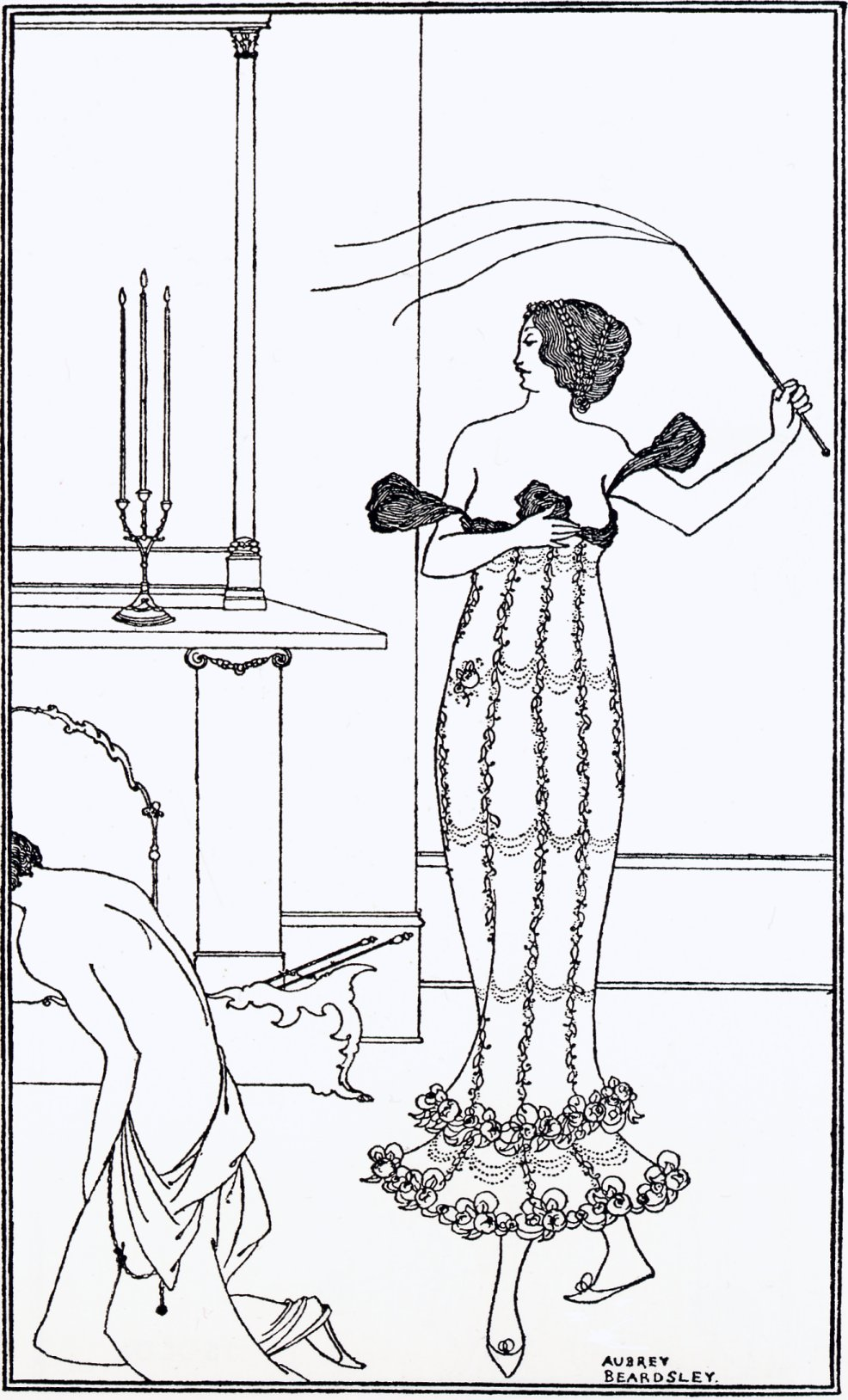
Beardsley: The Flagellants' Club em Londres, frontispício, 1895

Além das práticas amplamente difundidas no BDSM em todas as vertentes, como bondage, jogos de disciplina ou espancamento, tipos comuns de jogo são em particular CBT, facesitting, feminização, domínio financeiro, pisoteio e outras áreas de fetichismo sexual . Em particular, rituais de limpeza como esfregar o chão, lavar roupas ou limpar botas são frequentemente praticados pelo parceiro masculino. 

## Ocorrência
Dois estudos na década de 1990 sugerem que, dentro da cena BDSM, entre 11% e 28% das mulheres ativas são dominantes ou sádicas. 